# Jens-Erik Madsen
Jens-Erik Madsen (30 marzo 1981) è un ex pistard danese.

## Palmarès

### Olimpiadi
- 1 medaglia:
  - 1 argento (Pechino 2008 nell'inseguimento a squadre)